# Delia pseudorainieri
Delia pseudorainieri är en tvåvingeart som beskrevs av Griffiths 1992. Delia pseudorainieri ingår i släktet Delia och familjen blomsterflugor. Inga underarter finns listade i Catalogue of Life.